# Celia Eslava
Celia Eslava Sotés (Pamplona, 1955) es una artista navarra que ha expuesto en Navarra, País Vasco y Francia, principalmente.

## Carrera
Celia es licenciada en bellas artes por la Universidad del País Vasco (UPV/EHU). También ha cursado estudios de Historia del Arte, así como de Geografía e Historia en la Universidad Nacional de Educación a Distancia (UNED). En añadido, ha realizado el Máster Universitario Cerámica Arte y Función.
En sus comienzos, se inició en la pintura y en la escultura. Sin embargo, posteriormente se centró en crear con materiales textiles y con cerámica. Ha expuesto a nivel local, en Pamplona; a nivel autonómico, Noáin, Zizur Mayor, Burlada, Barásoain, Huarte, Sangüesa; a nivel nacional, en Vitoria, Bilbao, San Sebastián, Cuenca; e internacional, en San Juan Pie de Puerto, Palermo, San Juan de Luz. Además, lleva organizando exposiciones junto con el Café Sabina, ubicado en Pamplona, desde el año 2009.

## Obra y estilo
En su trabajo suele predominar la instalación como medio artístico, que le permite combinar diversas técnicas y materiales. Entre ellos el textil, la cerámica, la porcelana o la cera de abeja, la mayoría caracterizados por no haber formado parte del canon artístico tradicional. Estos se presentan en tres de sus exposiciones más recientes: "Tejer, habitar, silenciar", DEVELĀRE y "VESTE".
Realiza un proceso en el que interviene el deseo y la necesidad de reflexionar, sobre temas que pueden tener con ella misma, con el rol de mujer. Asimismo, trabaja la relación entre el ser humano y la naturaleza.
En cuanto a las técnicas, se vale del hilo como material de fabricación porque es muy sutil, aunque mediante este se pueden elaborar objetos. Equipara el hilo con un lápiz y las líneas creadas con él, puesto que sirven para construir. Con esto se empieza de nada y se llega a hacer un tejido, se acerca al ritmo vital porque representa el paso del tiempo de la vida. Esta es una técnica de construcción lenta, repetitiva y constante, mediante la cual se puede pensar sobre uno mismo y construir sobre lo que uno es. La técnica textil la pone en relación con la dificultad que ha tenido la mujer de tener voz o espacio propio. Son estos trabajos en los que la mujer se reafirmaba y obtenía resistencia frente a las dificultades de tener ese espacio propio.
Los materiales que utiliza tienen mucho que ver con lo doméstico, son blandos y sencillos, relacionados con lo femenino históricamente. Indican la dificultad de la mujer de tener una voz propia, ha encontrado en esas técnicas y materiales la forma de construir su propia identidad a partir de estos mismos.
Su expresión artística parte de la necesidad de entender los procesos, y mientras trabaja entiende el proceso. Comienza trabajando una forma con la necesidad de construir un relato, que tiene que ver con entender el contexto, ver de dónde vienen las cosas. De esta manera puede trabajar con profundidad los temas.
La artista dice sobre su estilo artístico:

“Siempre he sentido predilección por los saberes y haceres menores, elementales, hasta cierto punto invisibles. La repetición del gesto, igual y diferente cada vez, como un pulso que se instala en la base de la obra”.

## Exposiciones

### Exposiciones individuales[5]
- 2005 - en la Casa de la Cultura de Olaz (Navarra)
- 2012 - “Terreno de juego” en Galerie Mayorga en Suhescun (Francia).
- 2019 - "TEJER-HABITAR-SILENCIAR" en el Polvorín de la Ciudadela de Pamplona.
- 2019 - “Entre los pliegues del agua” / “Uraren tolesturen artean”. Zizur Mayor (Navarra).
- 2019 - De fil en Aiguille/Haria jarraituz/Siguiendo el hilo. San Juan Pie de Puerto (Departamento de Pirineos Atlánticos, Francia).
- 2020 - “DEVELĀRE”. Museo de Navarra / Nafarroako Museoa en Pamplona (Navarra).
- 2021 - "VESTE" en APAINDU ART de Pamplona (Navarra), del 1 de julio al 31 de agosto.
- 2021 - "TEJER/DESTEJER", en SALA AROZTEGI de Vergara (Guipúzcoa).

### Exposiciones colectivas[5][2]
- 2005 - en la Casa de la Cultura de Huarte (Navarra).
- 2006 y 2007 - en la Galería Reciclarte de Pamplona (Navarra).
- 2008 - “L’Art au feminin II" en San Juan Pie de Puerto.
- 2008 - en la Casa de la Cultura de Burlada (Navarra).
- 2008 - en la sala Álava de CAJA VITAL en Vitoria.
- 2009 - "Paisajes de Sal" de la Accademia di Belle Arti de Palermo y la Facultad de Bellas Artes de la Universidad del País Vasco en Bilbao.
- 2009 - "Sólido/Líkido 09" en la Galería Jossette Dacosta de San Juan Pie de Puerto.
- 2009 - "Sólido/Líkido 09" en la Sala de Exposiciones de la Universidad Pública del País Vasco.
- 2010 - “Insalarte”, en Baracaldo, en Durango, y en Guernica.
- 2010 - "Paesaggi di Sale / Paisajes de Sal" de la Accademia di Belle Arti de Palermo y la Facultad de Bellas Artes de la Universidad del País Vasco, en la Chiesa de San Mattia ai Crociferi de Palermo (Sicilia, Italia).
- 2011 - “Arte por un Sahara Libre / Sahara Aske baten aldeko artea".
- 2011 - "L’Art au feminin V" en San Juan Pie de Puerto.
- 2012 - “Artea Oinez, 12”.
- 2013 - Umami, el 5 sabor/color en la Galería ArteKo de San Sebastián.
- 2013 - Artea Oinez 13 en Pamplona y, posteriormente, en Tudela.
- 2013 - en el Edificio de Cristal de ARENATZarte de Güeñes (Vizcaya).
- 2013 - NON STOP en el Centro Cultural Montehermoso de Vitoria con la instalación "Terreno de Juego". (del 12 de julio al 6 de octubre de 2013).
- 2014 - "Artea Oinez 14" en la Ciudadela de Pamplona y, posteriormente, en el Palacio Vallesantoro (Casa de Cultura) del Ayuntamiento de Sangüesa.
- 2015 - "Cerámica Bajo La Escalera" en la Facultad de Bellas Artes de Cuenca.
- 2016 - "L'ART AU FÉMININ" en San Juan Pie de Puerto.
- 2017 - 1 2 3 en el Centro Cultural de Noáin.
- 2018 - con el escultor José Ramón Anda y las pintoras Blanca Razquin y Blanca Zalba en la galería de Saint Jean de Luz "Le Colibri Maya".
- 2018 - 10 = 10 en el Centro Cultural de Tafalla Kulturgunea, en el Centro Cultural Egía Kultur Etxea, en ArteA2 Galería de Zizur Mayor.
- 2018 - “Del Valle para el Valle” de Sarriguren.
- 2019 - en Galería ArteA2, en Zizur (Navarra).
- 2019 - 40.º aniversario SCDR Valdorba, en Barásoain (Navarra).
- 2020 - “ARTE Y NATURALEZA” en el Pabellón de Mixtos de la Ciudadela de Pamplona (Navarra).
- 2021 - “ANIMALARIO” en Galería ArteA2 de Zizur Mayor (Navarra).
- 2021 - SANFERMINES IMAGINADOS en Pabellón de Mixtos de la Ciudadela de Pamplona (Navarra).
- 2021 - Artea Oinez 2021 en el Palacio del Condestable de Pamplona (Navarra).

### Sobre sus exposiciones más actuales
- Tejer, habitar, silenciar, en el Polvorín de la Ciudadela de Pamplona (Navarra), 2019.

En esta exposición individual las obras están producidas con lana y cerámica como materiales principales.
Se distinguen tres espacios, en uno de ellos se observa “Contenedor en boca”, compuesta con piezas de porcelana suspendidas por hilos de nylon. Estas representan rostros de mujeres cercanas a la artista. En otro de los espacios se encuentra un sudario-herbario, así como figuras geométricas elaboradas con material textil. En el último espacio, la artista colocó unos bastidores cuyo propósito es reivindicar el arte realizado en textil.
Para Celia, el modo de trabajar las piezas con textil tiene este significado:

“Tejer es una representación bastante aproximada de lo que supone construir una vida. Es una forma de mirar hacia nosotros mismos, hacia adentro, es una manera de construirnos como personas.”

- “DEVELĀRE”. Museo de Navarra / Nafarroako Museoa en Pamplona / Iruña (Navarra), 2020.

Es una muestra de nueve piezas, ocho de ellas compuestas por Celia Eslava para esta exposición. Se encuentra en el espacio de la capilla del Museo de Navarra, donde la artista tuvo la idea de ensayar sobre lo que se oculta, lo que no conocemos, sobre nosotros mismos y sobre otros. Se llama “DEVELĀRE”, palabra que proviene del latín, significa desvelar, y este nombre tiene que ver con la intención de las obras, que es desvelar lo oculto y hablar de lo que no se dice.
Las piezas hacen referencia al mundo femenino. La falta de la voz femenina tiene que ver con el tejer por ser una manera de construir. El color blanco como protagonista para generar una unidad. Normalmente trabaja en blanco, lo que da una sensación de volver a empezar, le da la oportunidad de evolucionar. Algunas de estas son 'Las escaleras', 'Las cajas', o 'El otro esconde el Yo'.
La pieza central de esta exposición son las grandes faldas, intentaba darle importancia al espacio del mundo femenino, que cada objeto fuera un espacio al cual poder acceder, es como introducirse en el espacio de intimidad de otra persona. Es mirar a otra persona pero a la vez a uno mismo, es una dinámica de miradas: puedes ver a otra persona o verte a ti mismo.
Ha trabajado desde las expectativas de lo imposible, de no poder llegar a cumplirlas. La escalera no permite subir porque es blanda. Pero cada persona puede verlo con diferentes perspectivas.
- “VESTE” en APAINDU ART de Pamplona / Iruña (Navarra), del 1 de julio al 31 de agosto de 2021.

"VESTE" es una exposición confeccionada con tejidos y porcelana, que trata de representar su exploración vital y la forma en la que cada individuo construye su identidad y los vínculos que cada uno tiene.
Se compone de piezas que están en la pared, otras son colgantes y otras están en el suelo. Asimismo, algunas son más figurativas, otras más abstractas. El color predominante, o mejor dicho, exclusivo de esta exposición es el blanco. El motivo es que es el símbolo que la propia autora define como una dualidad entre libertad y lo que representa vestirse (lo que condiciona a la sociedad). Esto lo une a los modelos de sociedad cambiantes, especialmente al rol de la mujer.
Sobre "VESTE", Celia Eslava explica:

"Es una reflexión sobre la construcción de la identidad, sobre la construcción de vínculos familiares, sociales, afectivos, a través de la vestimenta, que creo que es la arquitectura mínima que el ser humano necesita para relacionarse con el entorno, y es esa piel exterior que nos presenta, nos representa y nos define como individuos y ante los demás".

La parte principal es un vestido, en cuya parte delantera ha dejado unos hilos sin tejer, lo cual simboliza el cambio y la construcción que se da en el rol de la mujer.
Otra de las piezas es colgante, y está elaborada con porcelana y tejido, presentando una forma de nidos o huevos rotos. Estas figuras aluden a la repetición de situaciones que no siempre es igual, a los cambios, al renacer.